# Exyra semicrocea
Exyra semicrocea är en fjärilsart som beskrevs av Achille Guenée 1852. Exyra semicrocea ingår i släktet Exyra och familjen nattflyn. Inga underarter finns listade i Catalogue of Life.